# Sphinx chersis
Sphinx chersis là một loài bướm đêm thuộc họ Sphingidae. 
Ấu trùng ăn nhiều loài cây trong họ Olive (Oleaceae) như (Syringa spp.), ashes (Fraxinus spp.), và privet (Ligustrum vulgare). 
Nó phân bố ở bắc México và khắp Hoa Kỳ nơi có cây chủ nó sinh sống nhưng không phổ biến ở các bang trong vịnh Mexico.

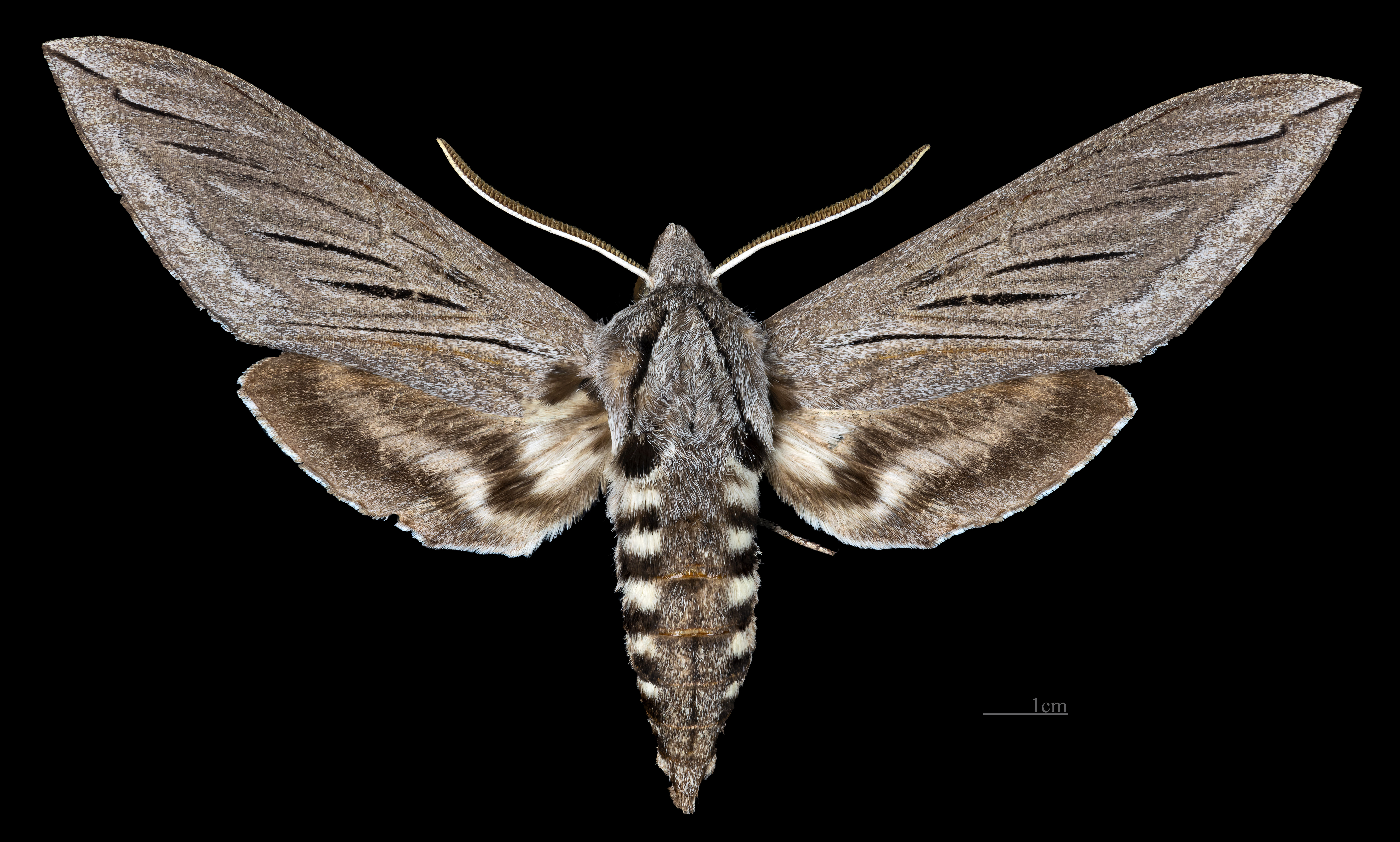
Sphinx chersis ♂
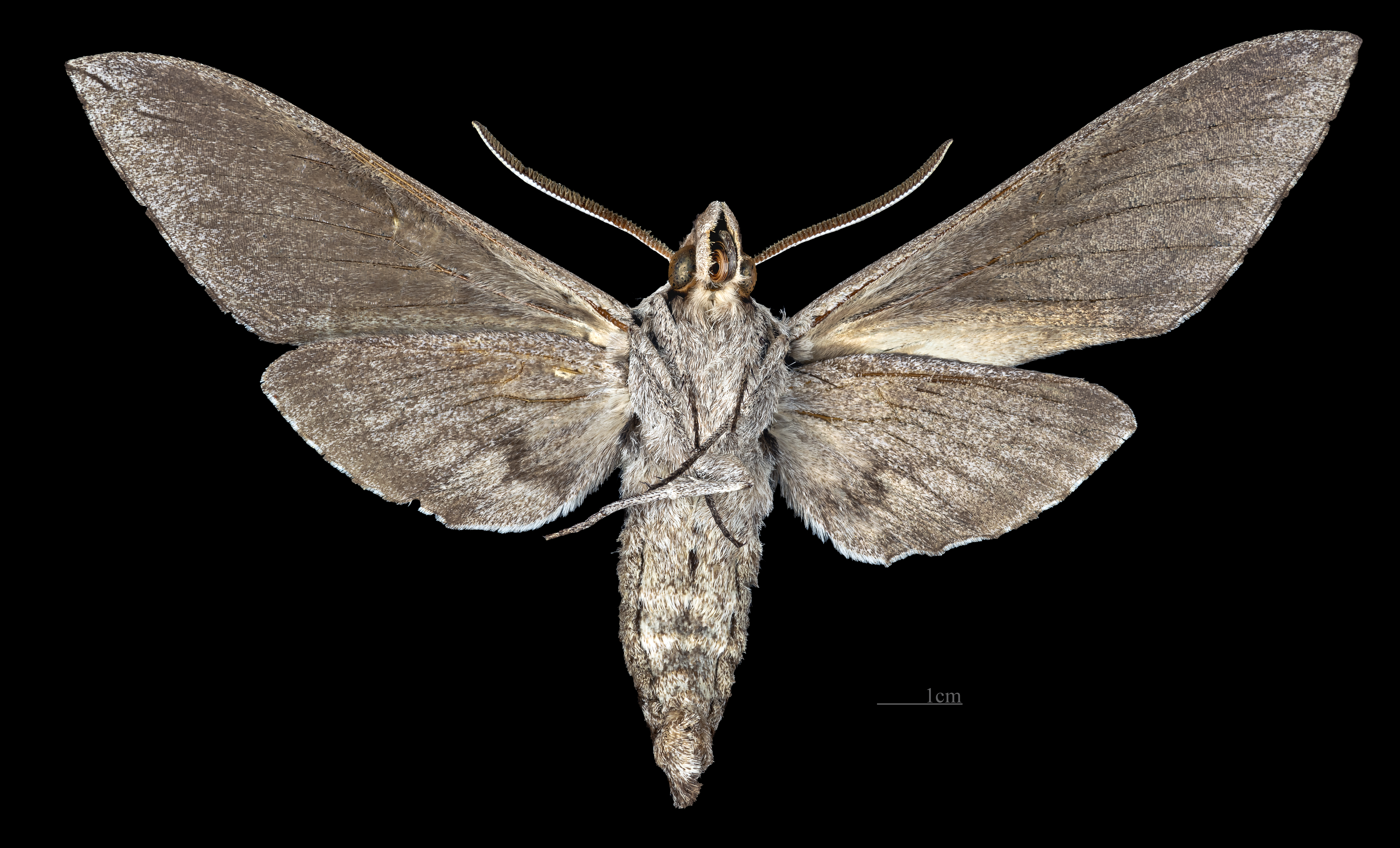
Sphinx chersis ♂   △
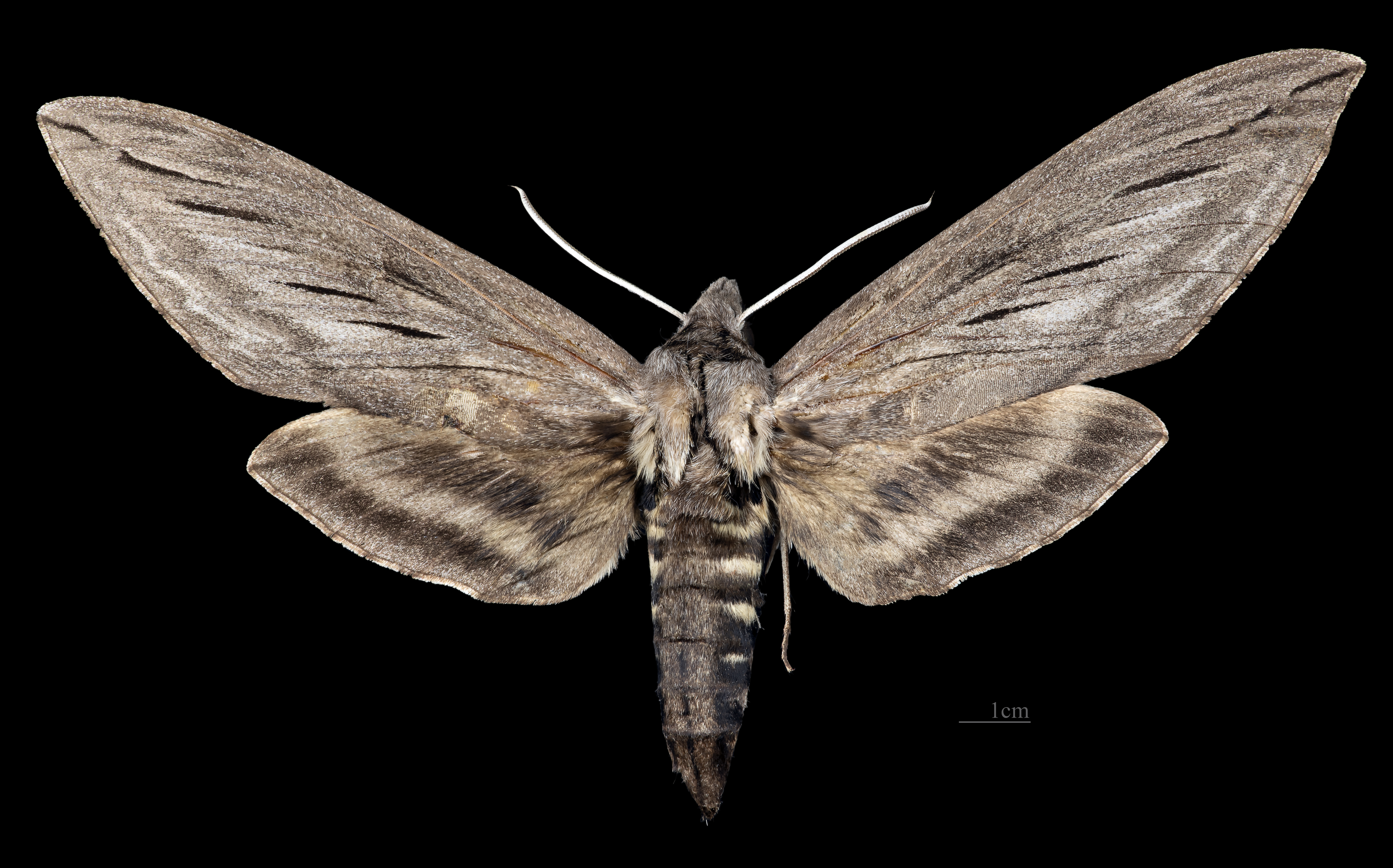
Sphinx chersis   ♀
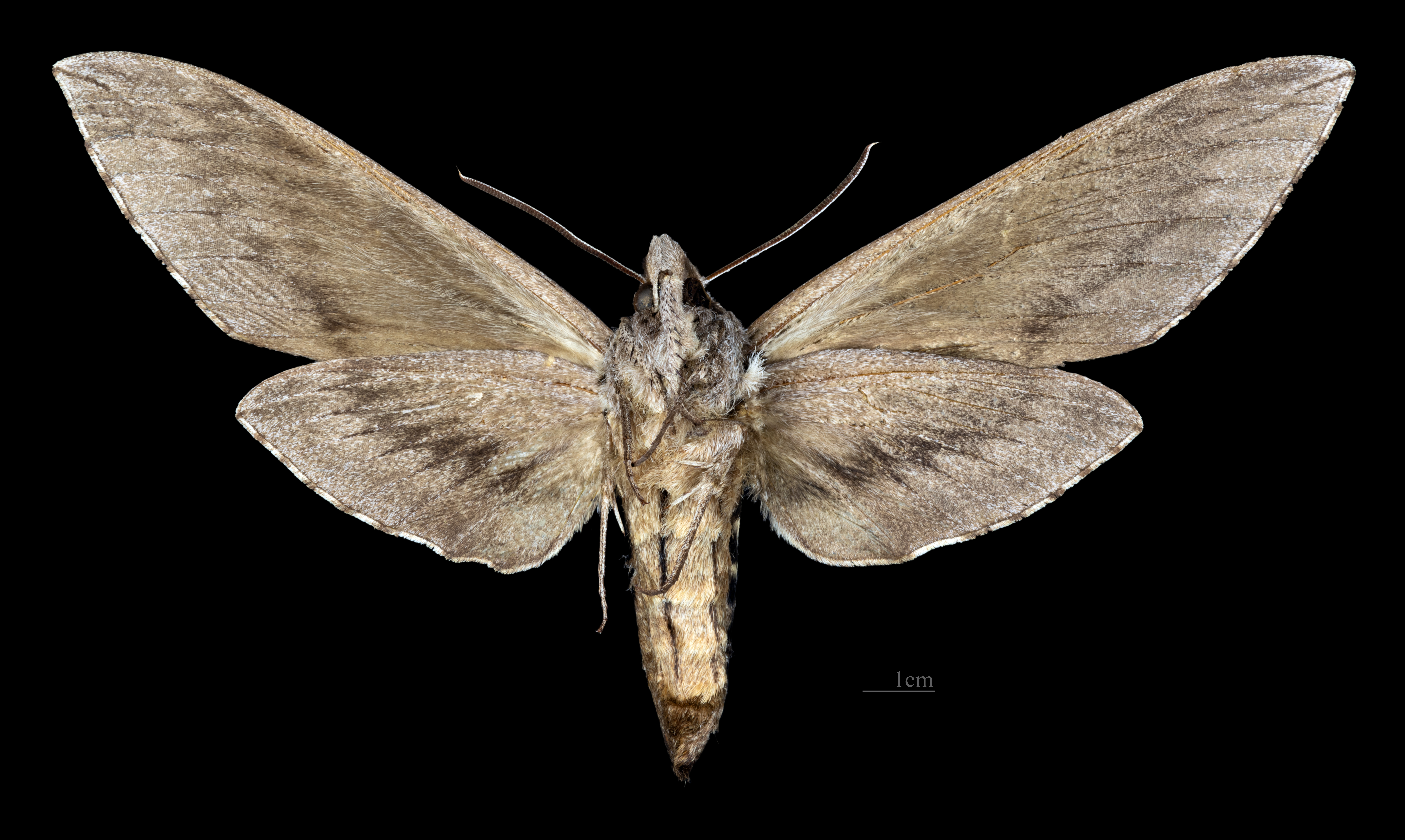
Sphinx chersis  ♀ △

## Phụ loài
- Sphinx chersis chersis (từ Mexico lên phía bắc qua hầu hết các nơi của Hoa Kỳ)
- Sphinx chersis mexicanus Rothschild & Jordan, 1903 (Mexico)

## Hình ảnh

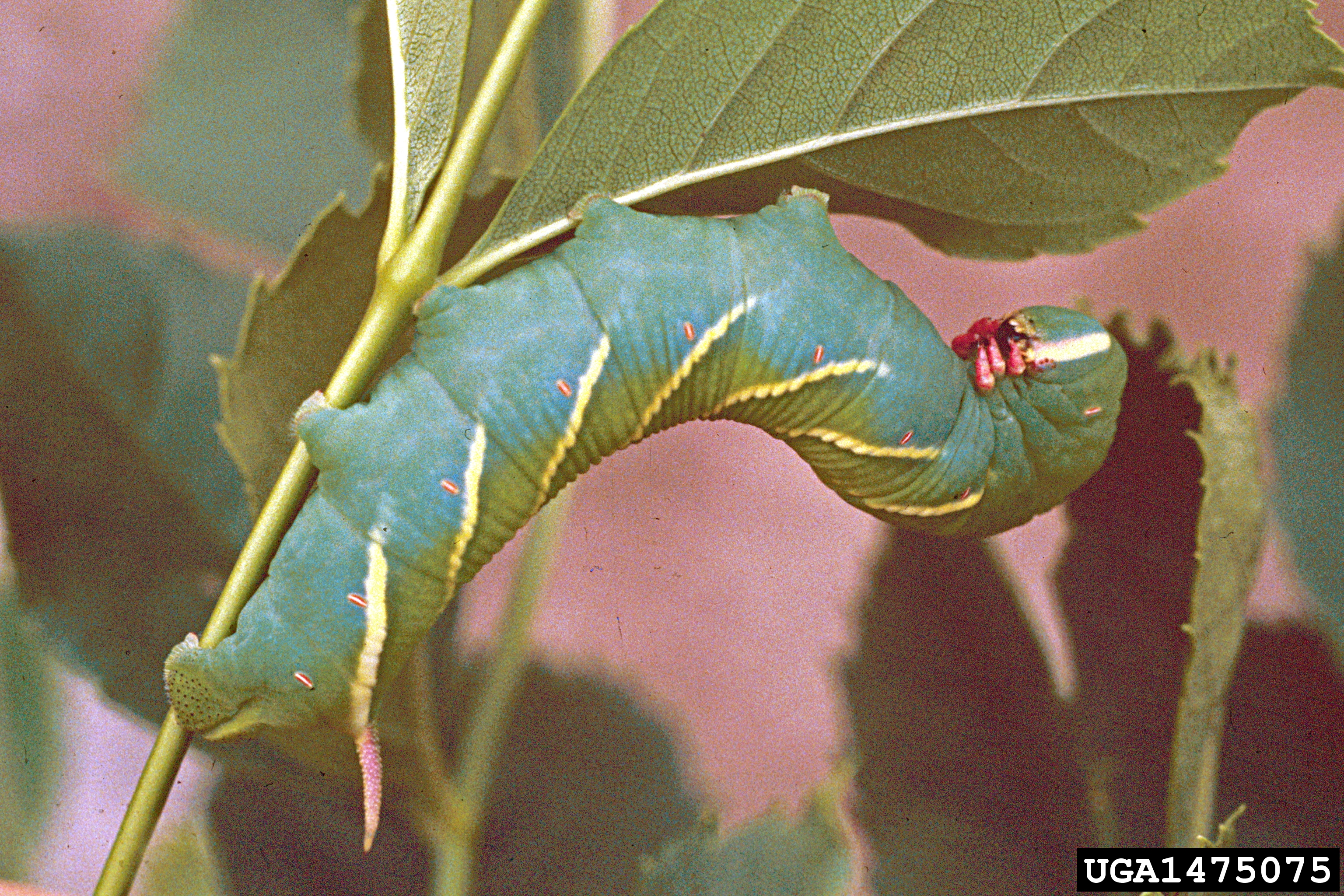